# Râul Dâmbovicioara
Râul Dâmbovicioara este un curs de apă, afluent al râului Dâmbovița. Dâmbovicioara se formează la confluența dintre două brațe: Valea Brusturetului și Padina Dâncioarei